# Golavšek
Golavšek je priimek v Sloveniji, ki ga je po podatkih Statističnega urada Republike Slovenije na dan 1. januarja 2010 uporabljalo 205 oseb in je med vsemi priimki po pogostosti uporabe uvrščen na 2.084. mesto.

## Znani nosilci priimka
- Damjana Golavšek (*1964), pevka zabavne glasbe